# COLCA1
COLCA1 (англ. Colorectal cancer associated 1) – білок, який кодується однойменним геном, розташованим у людей на 11-й хромосомі. Довжина поліпептидного ланцюга білка становить 124 амінокислот, а молекулярна маса — 13 401.
| 10         |  | 20         |  | 30         |  | 40         |  | 50         |
| ---------- |  | ---------- |  | ---------- |  | ---------- |  | ---------- |
| MESCSVAQAG |  | VLTSPFMWRW |  | TGMAGALSAL |  | DNTIEDDADD |  | QLPCGEGRPG |
| WVRGELLGSQ |  | GVCKDSKDLF |  | VPTSSSLYGC |  | FCVGLVSGMA |  | ISVLLLASDF |
| RKLDFSRPEP |  | CFEKEASLWF |  | VAQH       |  |            |  |            |

A: Аланін

C: Цистеїн

D: Аспарагінова кислота

E: Глутамінова кислота

F: Фенілаланін

G: Гліцин

H: Гістидин

I: Ізолейцин

K: Лізин

L: Лейцин

M: Метіонін

N: Аспарагін

P: Пролін

Q: Глутамін

R: Аргінін

S: Серин

T: Треонін

V: Валін

W: Триптофан

Локалізований у мембрані.